# FC Komín
Football Club Komín byl český fotbalový klub z Brna, který vznikl roku 1932 a zanikl roku 2007 sloučením s FK FC Žabovřesky do nově vzniklého klubu FC Svratka Brno. Svá domácí utkání hrál ve fotbalovém areálu v Brně-Komíně.

## Historické názvy
- 1932 – SK Komín (Sportovní klub Komín)
- 1948 – JTO Sokol Komín (Jednotná tělovýchovná organisace Sokol Komín)
- 1953 – DSO Dynamo Komín (Dobrovolná sportovní organisace Dynamo Komín)
- 1957 – TJ Dynamo Komín (Tělovýchovná jednota Dynamo Komín)
- 199? – FC Komín (Football Club Komín)

## Umístění v jednotlivých sezonách
Stručný přehled
- 1934–1936: II. třída BZMŽF – I. okrsek
- 1936–1938: I. B třída BZMŽF – I. okrsek
- 1938–1939: II. třída BZMŽF – I. okrsek
- 1939–1940: I. B třída BZMŽF – I. okrsek
- 1940–1941: II. třída BZMŽF – I. okrsek
- 1941–1942: I. B třída BZMŽF – I. okrsek
- 1942–1944: I. B třída BZMŽF – II. okrsek
- 1945–1946: II. třída BZMŽF – I. okrsek
- 1946–1947: I. B třída BZMŽF – I. okrsek
- 1991–1992: Brněnský městský přebor
- 1992–1993: I. B třída Jihomoravské župy – sk. B
- 1993–2004: I. A třída Jihomoravské župy – sk. A
- 2004–2006: I. B třída Jihomoravské župy – sk. A
- 2006–2007: I. B třída Jihomoravské župy – sk. B

Jednotlivé ročníky
Legenda: Z – zápasy, V – výhry, R – remízy, P – porážky, VG – vstřelené góly, OG – obdržené góly, +/− – rozdíl skóre, B – body, červené podbarvení – sestup, zelené podbarvení – postup, fialové podbarvení – reorganizace, změna skupiny či soutěže
| Československo (1934–1939)             |                                                             |                                                             |                                                             |                                                             |                                                             |                                                             |                                                             |                                                             |                                                             |                                                             |                                                             |
| Sezóny                                 | Liga                                                        | Úroveň                                                      | Z                                                           | V                                                           | R                                                           | P                                                           | VG                                                          | OG                                                          | +/−                                                         | B                                                           | Pozice                                                      |
| 1934/35                                | II. třída BZMŽF – I. okrsek                                 | 5                                                           | 18                                                          | 10                                                          | 1                                                           | 7                                                           | 69                                                          | 40                                                          | +29                                                         | 21                                                          | 4.                                                          |
| 1935/36                                | II. třída BZMŽF – I. okrsek                                 | 5                                                           | 14                                                          | 8                                                           | 3                                                           | 3                                                           | 46                                                          | 24                                                          | +22                                                         | 19                                                          | 1.                                                          |
| 1936/37                                | I. B třída BZMŽF – I. okrsek                                | 4                                                           | 20                                                          | …                                                           | …                                                           | …                                                           | …                                                           | …                                                           | …                                                           |                                                             |                                                             |
| 1937/38                                | I. B třída BZMŽF – I. okrsek                                | 4                                                           | 22                                                          | …                                                           | …                                                           | …                                                           | …                                                           | …                                                           | …                                                           |                                                             |                                                             |
| 1938/39                                | II. třída BZMŽF – I. okrsek                                 | 5                                                           |                                                             | …                                                           | …                                                           | …                                                           | …                                                           | …                                                           | …                                                           |                                                             | 1.                                                          |
| Protektorát Čechy a Morava (1939–1945) |                                                             |                                                             |                                                             |                                                             |                                                             |                                                             |                                                             |                                                             |                                                             |                                                             |                                                             |
| Sezóny                                 | Liga                                                        | Úroveň                                                      | Z                                                           | V                                                           | R                                                           | P                                                           | VG                                                          | OG                                                          | +/−                                                         | B                                                           | Pozice                                                      |
| 1939/40                                | I. B třída BZMŽF – I. okrsek                                | 4                                                           | 20                                                          | 5                                                           | 1                                                           | 14                                                          | 47                                                          | 65                                                          | −18                                                         | 11                                                          | 11.                                                         |
| 1940/41                                | II. třída BZMŽF – I. okrsek                                 | 5                                                           |                                                             | …                                                           | …                                                           | …                                                           | …                                                           | …                                                           | …                                                           |                                                             | 1.                                                          |
| 1941/42                                | I. B třída BZMŽF – I. okrsek                                | 4                                                           | 26                                                          | …                                                           | …                                                           | …                                                           | …                                                           | …                                                           | …                                                           |                                                             |                                                             |
| 1942/43                                | I. B třída BZMŽF – II. okrsek                               | 4                                                           | 26                                                          | …                                                           | …                                                           | …                                                           | …                                                           | …                                                           | …                                                           |                                                             |                                                             |
| 1943/44                                | I. B třída BZMŽF – II. okrsek                               | 4                                                           | 26                                                          | …                                                           | …                                                           | …                                                           | …                                                           | …                                                           | …                                                           |                                                             |                                                             |
| 1944/45                                | Končila druhá světová válka, pravidelné soutěže se nehrály. | Končila druhá světová válka, pravidelné soutěže se nehrály. | Končila druhá světová válka, pravidelné soutěže se nehrály. | Končila druhá světová válka, pravidelné soutěže se nehrály. | Končila druhá světová válka, pravidelné soutěže se nehrály. | Končila druhá světová válka, pravidelné soutěže se nehrály. | Končila druhá světová válka, pravidelné soutěže se nehrály. | Končila druhá světová válka, pravidelné soutěže se nehrály. | Končila druhá světová válka, pravidelné soutěže se nehrály. | Končila druhá světová válka, pravidelné soutěže se nehrály. | Končila druhá světová válka, pravidelné soutěže se nehrály. |
| Československo (1945–1993)             |                                                             |                                                             |                                                             |                                                             |                                                             |                                                             |                                                             |                                                             |                                                             |                                                             |                                                             |
| Sezóny                                 | Liga                                                        | Úroveň                                                      | Z                                                           | V                                                           | R                                                           | P                                                           | VG                                                          | OG                                                          | +/−                                                         | B                                                           | Pozice                                                      |
| 1945/46                                | II. třída BZMŽF – I. okrsek                                 | 5                                                           |                                                             | …                                                           | …                                                           | …                                                           | …                                                           | …                                                           | …                                                           |                                                             | 1.                                                          |
| 1946/47                                | I. B třída BZMŽF – I. okrsek                                | 4                                                           | 21                                                          | 10                                                          | 3                                                           | 8                                                           | 57                                                          | 41                                                          | +16                                                         | 23                                                          | 6.                                                          |
| …                                      |                                                             |                                                             |                                                             |                                                             |                                                             |                                                             |                                                             |                                                             |                                                             |                                                             |                                                             |
| 1991/92                                | Brněnský městský přebor                                     | 8                                                           |                                                             | …                                                           | …                                                           | …                                                           | …                                                           | …                                                           | …                                                           |                                                             | 1.                                                          |
| 1992/93                                | I. B třída Jihomoravské župy – sk. B                        | 7                                                           | 26                                                          | 16                                                          | 6                                                           | 4                                                           | 60                                                          | 26                                                          | +34                                                         | 38                                                          | 1.                                                          |
| Česko (1993–2007)                      |                                                             |                                                             |                                                             |                                                             |                                                             |                                                             |                                                             |                                                             |                                                             |                                                             |                                                             |
| Sezóny                                 | Liga                                                        | Úroveň                                                      | Z                                                           | V                                                           | R                                                           | P                                                           | VG                                                          | OG                                                          | +/−                                                         | B                                                           | Pozice                                                      |
| 1993/94                                | I. A třída Jihomoravské župy – sk. B                        | 6                                                           | 26                                                          | 13                                                          | 3                                                           | 10                                                          | 44                                                          | 32                                                          | +12                                                         | 29                                                          | 4.                                                          |
| 1994/95                                | I. A třída Jihomoravské župy – sk. B                        | 6                                                           | 26                                                          | 8                                                           | 9                                                           | 9                                                           | 27                                                          | 28                                                          | −1                                                          | 33                                                          | 8.                                                          |
| 1995/96                                | I. A třída Jihomoravské župy – sk. B                        | 6                                                           | 26                                                          | 12                                                          | 6                                                           | 8                                                           | 62                                                          | 36                                                          | +26                                                         | 30                                                          | 5.                                                          |
| 1996/97                                | I. A třída Jihomoravské župy – sk. B                        | 6                                                           | 26                                                          | 10                                                          | 6                                                           | 10                                                          | 39                                                          | 38                                                          | +1                                                          | 36                                                          | 7.                                                          |
| 1997/98                                | I. A třída Jihomoravské župy – sk. A                        | 6                                                           | 26                                                          | 10                                                          | 7                                                           | 9                                                           | 47                                                          | 42                                                          | +5                                                          | 37                                                          | 7.                                                          |
| 1998/99                                | I. A třída Jihomoravské župy – sk. A                        | 6                                                           | 25                                                          | 12                                                          | 2                                                           | 11                                                          | 36                                                          | 36                                                          | 0                                                           | 26                                                          | 6.                                                          |
| 1999/00                                | I. A třída Jihomoravské župy – sk. A                        | 6                                                           | 26                                                          | …                                                           | …                                                           | …                                                           | …                                                           | …                                                           | …                                                           |                                                             |                                                             |
| 2000/01                                | I. A třída Jihomoravské župy – sk. A                        | 6                                                           | 26                                                          | 11                                                          | 6                                                           | 9                                                           | 45                                                          | 56                                                          | −11                                                         | 39                                                          | 5.                                                          |
| 2001/02                                | I. A třída Jihomoravské župy – sk. A                        | 6                                                           | 26                                                          | 13                                                          | 6                                                           | 7                                                           | 51                                                          | 45                                                          | +6                                                          | 45                                                          | 5.                                                          |
| 2002/03                                | I. A třída Jihomoravského kraje – sk. A                     | 6                                                           | 26                                                          | 9                                                           | 2                                                           | 15                                                          | 36                                                          | 43                                                          | −7                                                          | 29                                                          | 12.                                                         |
| 2003/04                                | I. A třída Jihomoravského kraje – sk. A                     | 6                                                           | 26                                                          | 5                                                           | 3                                                           | 18                                                          | 26                                                          | 73                                                          | −47                                                         | 18                                                          | 14.                                                         |
| 2004/05                                | I. B třída Jihomoravského kraje – sk. A                     | 7                                                           | 26                                                          | 10                                                          | 7                                                           | 9                                                           | 36                                                          | 42                                                          | −6                                                          | 37                                                          | 7.                                                          |
| 2005/06                                | I. B třída Jihomoravského kraje – sk. A                     | 7                                                           | 26                                                          | 8                                                           | 7                                                           | 11                                                          | 59                                                          | 45                                                          | +14                                                         | 31                                                          | 12.                                                         |
| 2006/07                                | I. B třída Jihomoravského kraje – sk. B                     | 7                                                           | 26                                                          | 10                                                          | 6                                                           | 10                                                          | 46                                                          | 41                                                          | +5                                                          | 36                                                          | 6.                                                          |

Poznámky:
- 1998/99: Chybí výsledek jednoho utkání (Radešínská Svratka).[7]

## FC Komín „B“
FC Komín „B“ byl rezervním týmem Komína, který se pohyboval v městských soutěžích.

### Umístění v jednotlivých sezonách
Stručný přehled
- 1992–2007: Brněnský městský přebor

Jednotlivé ročníky
Legenda: Z – zápasy, V – výhry, R – remízy, P – porážky, VG – vstřelené góly, OG – obdržené góly, +/− – rozdíl skóre, B – body, červené podbarvení – sestup, zelené podbarvení – postup, fialové podbarvení – reorganizace, změna skupiny či soutěže
| Československo (1992–1993) |                         |        |    |    |   |    |    |    |     |    |        |
| Sezóny                     | Liga                    | Úroveň | Z  | V  | R | P  | VG | OG | +/− | B  | Pozice |
| 1992/93                    | Brněnský městský přebor | 8      | 26 | 11 | 7 | 8  | 49 | 47 | +2  | 29 | 7.     |
| Česko (1993–2007)          |                         |        |    |    |   |    |    |    |     |    |        |
| Sezóny                     | Liga                    | Úroveň | Z  | V  | R | P  | VG | OG | +/− | B  | Pozice |
| 1993/94                    | Brněnský městský přebor | 8      | 26 | 8  | 6 | 12 | 42 | 44 | −2  | 22 | 8.     |
| 1994/95                    | Brněnský městský přebor | 8      | 26 | …  | … | …  | …  | …  | …   |    |        |
| 1995/96                    | Brněnský městský přebor | 8      | 26 | 11 | 7 | 8  | 47 | 41 | +6  | 40 | 6.     |
| 1996/97                    | Brněnský městský přebor | 8      | 30 | …  | … | …  | …  | …  | …   |    | 7.     |
| 1997/98                    | Brněnský městský přebor | 8      | 30 | …  | … | …  | …  | …  | …   |    |        |
| 1998/99                    | Brněnský městský přebor | 8      | 30 | 13 | 4 | 13 | 56 | 57 | −1  | 43 | 9.     |
| 1999/00                    | Brněnský městský přebor | 8      | 26 | …  | … | …  | …  | …  | …   |    |        |
| 2000/01                    | Brněnský městský přebor | 8      | 26 | …  | … | …  | …  | …  | …   |    | 6.     |
| 2001/02                    | Brněnský městský přebor | 8      | 24 | 7  | 6 | 11 | 36 | 49 | −13 | 27 | 9.     |
| 2002/03                    | Brněnský městský přebor | 8      | 26 | 10 | 5 | 11 | 40 | 50 | −10 | 35 | 10.    |
| 2003/04                    | Brněnský městský přebor | 8      | 26 | 7  | 6 | 13 | 35 | 48 | −13 | 27 | 10.    |
| 2004/05                    | Brněnský městský přebor | 8      | 26 | 8  | 2 | 16 | 36 | 75 | −39 | 26 | 12.    |
| 2005/06                    | Brněnský městský přebor | 8      | 26 | 7  | 2 | 17 | 28 | 85 | −57 | 20 | 12.    |
| 2006/07                    | Brněnský městský přebor | 8      | 26 | 3  | 7 | 16 | 32 | 84 | −52 | 16 | 14.    |

Poznámky:
- 2005/06: B-mužstvu Komína byly odečteny 3 body.[21]